# Joohoney
Lee Joo-heon (hangul: 이주헌; Daegu, 6 de octubre de 1994), más conocido por su nombre artístico Joohoney y anteriormente conocido como Jooheon es un rapero, cantante, compositor, productor discográfico, modelo y bailarín surcoreano. Es miembro del grupo masculino Monsta X, que se formó a través del programa de supervivencia de Mnet No. Mercy en 2015. 
Joohoney ha contado que en su infancia era un niño inquieto, que lloraba mucho. El pastor de la iglesia donde acudía con su familia decidió que el niño debía estar en el escenario con el coro, y así comenzó a bailar y cantar Gospel con el coro de su iglesia desde muy pequeño. También fue allí donde surgió su interés por el rap, y aprendió desde a tocar la batería. Recientemente, en un show musical de TV comentó que en la adolescencia comenzó a usar MIDI (Interfaz digital de instrumentos musicales) para introducir sonidos y luego palabras en las canciones que bailaba en la iglesia, y así fue experimentando hasta que en la escuela media ya componía canciones. Su sueño en esos años era convertirse en un artista que pudiese inspirar pasión a las personas con su arte. Su modelo es el artista pop Michael Jackson, a quien admira por su capacidad de transmitir sentimientos y emociones con sus canciones, superando las barreras del lenguaje a través de la música Su preparación formal como trainee comenzó en el segundo año de secundaria y duró siete años, en la agencia Starship, donde fue compañero de varios de los miembros de Monsta X .

## Carrera

### 2014: Debut y comienzos
Antes de su debut con Monsta X, Joohoney fue parte de un grupo de proyecto llamado Nu Boyz (junto a #GUN, Shownu y Wonho) formado bajo Starship Entertainment en agosto de 2014. El cuarteto subió múltiples mixtapes al canal de YouTube de su compañía y actuó en el show de apertura del concierto Starship X en diciembre de 2014.
En diciembre de 2014, Starship Entertainment y Mnet lanzaron un programa de competencia llamado No. Mercy y Joohoney fue seleccionado junto con otros seis participantes (incluidos Shownu y Wonho) como parte del nuevo grupo de chicos de Starship Entertainment, Monsta X, en el último episodio del programa.

### 2015-presente:Show Me the Money 4y actividades en solitario
En enero de 2015, Joohoney lanzó "Coach Me", una pista en colaboración con San E y Hyolyn de Sistar. Junto a su compañero de grupo, Kihyun participaron en la banda sonora del drama Orange Marmalade con la canción titulada "Attractable Woman", lanzada en mayo de 2015 y producida por Crazy Park y su equipo.
En el verano de 2015, Joohoney hizo una audición para la cuarta temporada de la serie de competencia de rap de Mnet, Show Me the Money. Llegó a la tercera ronda, donde fue eliminado en una batalla uno contra uno contra el rapero Lee Hyun-joon, sin embargo, más tarde fue traído de regreso para una segunda oportunidad donde perdió contra One.
En 2016, fue uno de los productores del programa de competencia de hip-hop de JTBC Tribe of Hip Hop.
En 2023, el miembro de Monsta X, Jooheon, se prepara para su debut como solista con el lanzamiento de su primer álbum en solitario a fines de mayo, según anunció su agencia Starship Entertainment. Jooheon ha demostrado sus habilidades como productor y compositor en los álbumes de Monsta X y ha lanzado varios sencillos y mixtapes en solitario, incluido su mixtape "Psyche" que encabezó las listas de iTunes en 16 países. Además, recibió críticas favorables por incluir sus propias canciones en el miniálbum "Reason" de Monsta X.

## Discografía
EPs

2015:

- SUPEXX feat Mad Clown

- Flower Cafe feat Sam Ock and I.M

2018:

- Can’t breathe feat Kihyun (검법남녀, Pt.1 Original Television Soundtrack)
검법남녀, Pt.1 Original Television Soundtrack

- Mix Tape “DWTD”
2020:

- Ride Or Die (Run On OST Part.2)
Run On OST Part.2
Álbumes de estudio

2020:

- MIXTAPE [PSYCHE
2021 :

## Filmografía

### Apariciones en televisión
| Año       | Cadena     | Programa            | Rol                                            | Ref. |
| --------- | ---------- | ------------------- | ---------------------------------------------- | ---- |
| 2014–2015 | Mnet       | No.Mercy            | Concursante                                    |      |
| 2015      | Mnet       | Show Me the Money 4 | Concursante                                    |      |
| 2016      | MBig TV    | Celebrity Bromance  | Parte del elenco junto a Jackson (Got7)        |      |
| 2016      | JTBC       | Tribe of Hip Hop    | Productor                                      |      |
| 2016      | MBC Every1 | Weekly Idol         | Coanfitrión                                    |      |
| 2019      | Mnet       | Produce X 101       | Entrenador en la batalla de rap                |      |
| 2020      | MBC        | King of Mask Singer | Concursante en "It's the Best!" (episodio 257) |      |

### Presentador de radio
| Año  | Cadena | Programa     | Rol                 | Ref.  |
| ---- | ------ | ------------ | ------------------- | ----- |
| 2021 | MBC    | Idol Radio 2 | DJ junto a Hyungwon | [ 4 ] |